# Christian Friedrich Scherenberg

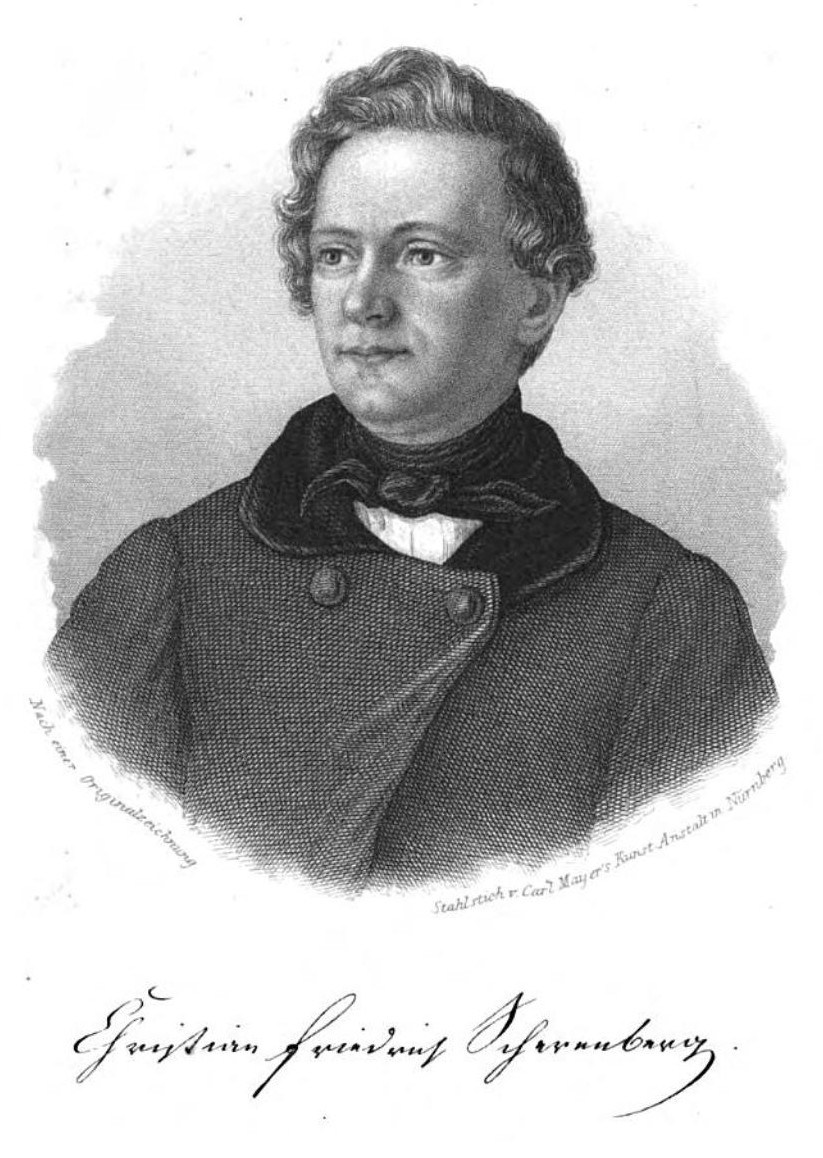

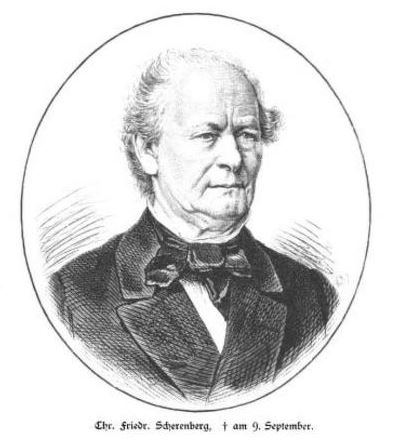
Scherenberg

Christian Friedrich Scherenberg (* 5. Mai 1798 in Stettin; † 9. September 1881 in Zehlendorf) war ein deutscher Dichter.

## Leben
Scherenberg war Sohn eines Kaufmanns und sollte zunächst den Beruf des Vaters erlernen, durfte dann aber das Gymnasium in Stettin besuchen. 1817 ging er ohne Wissen seines Vaters nach Berlin, wo er sich besonders dem Dresdner Hofschauspieler Friedrich Wilhelm Porth anschloss. Dieser erwärmte ihn für den Beruf des Schauspielers. Seine Ausbildung machte er bei Pius Alexander Wolff. Dann nahm er eine Stelle in einer Magdeburger Wandertheatertruppe an. Von seiner Verheiratung 1821 ab arbeitete er dann doch als Kaufmann. Nach dem Scheitern seiner Ehe 1838 verließ er Magdeburg und ging mit seinen Kindern wieder nach Berlin. Hier war er auf Abschreibearbeiten und Hauslehrertätigkeit angewiesen. Doch besserte sich seine Lage, als ihn Louis Schneider 1840 in den ‚Tunnel über der Spree‘ einführte. Jetzt fand er Vermittlung für den Druck seiner Gedichte und große Anerkennung für seine vaterländischen Epen über die Schlachten von Ligny und Waterloo.
Daraufhin erhielt er 1845 eine Anstellung im preußischen Kriegsministerium, wo er nach Schwierigkeiten mit seinem ‚Tunnelkollegen‘ und Dienstvorgesetzten Heinrich Smidt 1854 wieder ausschied und vom König eine dreijährige Pension von 300 Talern erhielt. Für spätere Werke erhielt er dann auch vom Kronprinzen Friedrich eine Pension.
Zu Scherenbergs Bekannten und kritischen Bewunderern zählten zwei bedeutende, dem preußischen Hof keineswegs nahestehende Schriftsteller der jüngeren, „realistischen“ Generation, die Jahrgangsgenossen Gottfried Keller und Theodor Fontane. Fontane würdigte den Dichter, indem er einen Teil seiner Lebenserinnerungen 1884 unter dem Titel Christian Friedrich Scherenberg und das literarische Berlin von 1840 bis 1860 erscheinen ließ.
Der Maler und Illustrator Hermann Scherenberg war sein jüngerer Halbbruder, der Dichter Ernst Scherenberg war sein Neffe.

## Werke
- Gedichte. Enslin, Berlin 1845. (Digitalisat der 3. Aufl. 1853)
- Ligny. Versepos. Berlin 1846. (Digitalisat der 3. Aufl. 1853)
- Waterloo. Ein vaterländische Gedicht. Berlin 1849. (Digitalisat der 3. Aufl. 1851)
- Leuthen. Versepos. Duncker, Berlin 1852. (Digitalisat der 2. Aufl. 1852)
- Abukir, die Schlacht am Nil. Versepos. Duncker, Berlin 1855. (Digitalisat)
- Hohenfriedberg. Versepos. Duncker, Berlin 1868. (Digitalisat)